# Albert Arnheiter
Albert Stephan Arnheiter (ur. 20 lipca 1890 w Ludwigshafen, zm. 24 kwietnia 1945 w Casalpusterlengo) – niemiecki wioślarz.
Na igrzyskach olimpijskich w 1912 zdobył złoty medal w czwórce ze sternikiem. Płynął na dziobie łódki (ang. bowman). Był to jego jedyny start olimpijski.
Arnheiter brał udział w II wojnie światowej, zginął na froncie podczas kampanii włoskiej, zaledwie kilkanaście dni przed zakończeniem działań wojennych w Europie.

## Literatura dodatkowa
- Volker Kluge: Olympische Sommerspiele. Die Chronik I. Berlin: 1997, s. 346. ISBN 3-328-00715-6. (niem.).